# Дас, Читтаранджан
Читтаранджан Дас (бенг. চিত্তরঞ্জন দাস, 5 ноября 1870, Калькутта — 16 июня 1925, Дарджилинг) — бенгальский юрист, один из лидеров индийского национально-освободительного движения первой половины XX века. Известен под прозвищем Дешбандху («Друг страны»).
Принадлежал к известной семье Дас, давшей много известных общественных деятелей. Получил юридическое образование в Великобритании, стал барристером. Его публичная карьера началась в 1909 году с успешной защиты Шри Ауробиндо по делу о взрыве бомбы у Алипурского суда.
Был одной из ведущих политических фигур Бенгалии во время движения несотрудничества 1919—1922 годов; личным примером начал бойкот английской одежды, когда сжёг своё европейское одеяние и переоделся в кхади. Издавал газету «Forward», позднее переименовал её в «Liberty».
В декабре 1922 был избран новым председателем Индийского национального конгресса, но, так как его программа была отклонена 2/3 голосовавших, сложил с себя полномочия, а 1 января 1923 года вместе с Мотилалом Неру создал Конгресс-халифатистскую партию свараджа, в которую вошли как сторонники из Индийского национального конгресса, так и поддержавшие его платформу члены Движения в поддержку халифата. На выборах 1923 года свараджисты завоевали 45 мест из 105 избираемых в центральном Законодательном собрании и получили серьёзные позиции в законодательных собраниях Бенгалии, Бомбея, Соединённых провинций и Центральных провинций. Когда в 1924 году Ганди был освобождён из тюрьмы, то было решено, что свараджисты будут вести работу в законодательных собраниях от имени Индийского национального конгресса.
В 1925 году здоровье Даса начало ухудшаться, и он удалился в свой горный дом в Дарджилинге. 16 июня он скончался.